# Tetramorium electrum
Tetramorium electrum är en myrart som beskrevs av Bolton 1979. Tetramorium electrum ingår i släktet Tetramorium och familjen myror. Inga underarter finns listade i Catalogue of Life.

## Bildgalleri

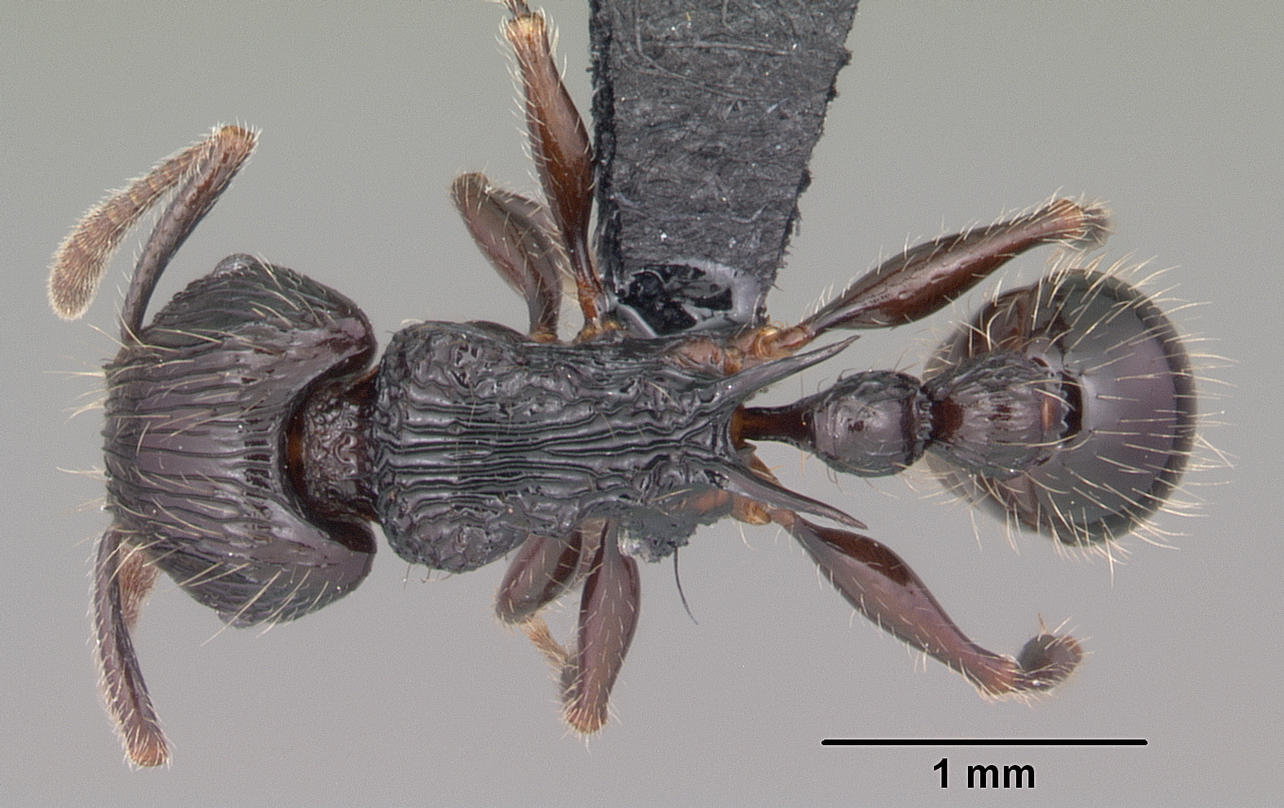
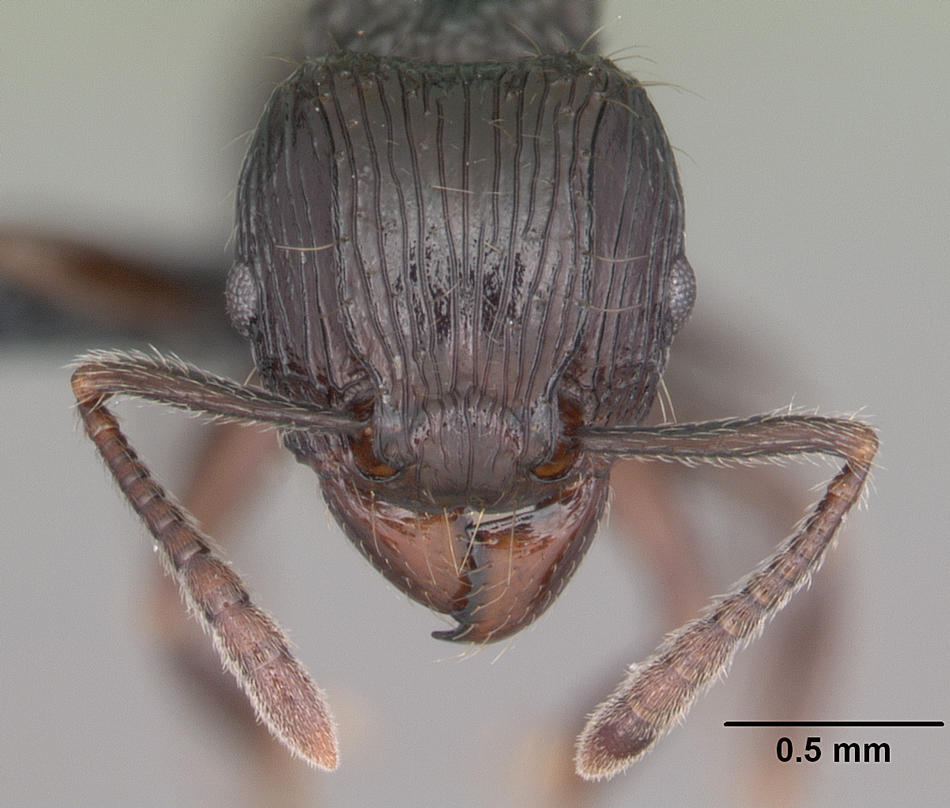